# Rjavica
Rjavica is een plaats in Slovenië en maakt deel uit van de gemeente Rogaška Slatina in de NUTS-3-regio Savinjska. De plaats telde 176 inwoners op 1 januari 2020.